# Sav! The World Productions
Sav! The World Productions est une société de production française, active tout particulièrement dans le domaine de l'animation, fondée en 1998 par le scénariste/réalisateur Savin Yeatman-Eiffel. C'est également une des rares sociétés de production occidentales à avoir coproduit avec succès de l'animation avec le Japon.

## Oban Star-Racers
STW est principalement connue du grand public pour sa série de science-fiction de 26 demi-heures à suite : Ōban, Star-Racers, crée, écrite et produite par le directeur de STW Savin Yeatman-Eiffel et coréalisée par Yeatman-Eiffel et le directeur artistique d'OSR Thomas Romain. Coproduite avec Bandaï et Disney, la série a été diffusée dans plus de 100 pays, y compris au Japon (NHK BS1) et aux États-Unis (ABC Family et Disney). Nommée aux Children BAFTA Awards en 2007, elle a été primée par AnimeLand et a reçu le Grand Prix du Divertissement Polymanga. Taku Iwasaki et Yōko Kanno ont composé respectivement la musique et les génériques. 
Avec des visuels et des thématiques atypiques pour un programme jeunesse, OSR est devenue au fil des années une série culte pour ses fans. 

## Sortie du Blu-ray d'OSR
Grâce au soutien de plus de 4000 fans sur Kickstarter en 2022, et à un long travail de restauration de la part de STW des masters vidéos HD d'origine ainsi que de 11 doublages originaux dont la société à fait l'acquisition pour l'occasion, une édition Blu-ray dite du "15ème Anniversaire" est sortie en 2023. Les 5 disques inclus également le making of d'une heure de la série, réalisé par Alex Pilot, qui a été remasterisé et remixé, ainsi que plus d'une heure et demi de nouvelles featurettes.

## Projet de suite d'OSR
En 2017, Savin Yeatman-Eiffel et Thomas Romain ont annoncé qu'ils avaient commencé à développer une suite potentielle d'Ōban Star-Racers .
Les pistes explorées sont décrites dans la featurette "Imagining the Future of Oban" incluse dans le Blu-ray. Savin Yeatman-Eiffel a depuis confirmé que des développements supplémentaires étaient en cours. 

## Exposition "Eiffel, toujours plus haut"
En 2023, année du centenaire de la mort de Gustave Eiffel, STW développe et produit l’exposition "Eiffel, toujours plus haut" sous le commissariat de Savin Yeatman-Eiffel, directeur de STW et arrière-arrière-arrière-petit-fils du grand ingénieur. Les compositions graphiques ont été créées par les équipes de STW, sous la direction artistique de Yukiko Yeatman-Eiffel. L'exposition a ouvert le 11 juillet sur l'esplanade de la tour Eiffel à Paris, où elle se tiendra jusqu'à la fin 2023. STW espère faire désormais voyager l'exposition sur d'autres sites.

## Autres travaux
STW travaille régulièrement sur deux projets à long terme : la saga historique Les 2 Reines, sous l'égide du maître de l’animation Toshiyuki Inoue (Akira, Blood: The Last Vampire, Paprika, L'ile de Giovanni); ainsi que l'adaptation du jeu vidéo culte Saya no Uta du créateur japonais Gen Urobuchi.
STW a produit également des films publicitaires et des courts métrages, travaillant exceptionnellement sur du développement artistique pour des tiers (Zone of the Enders du studio Sunrise),